# Международная конвенция об охране прав исполнителей, изготовителей фонограмм и вещательных организаций
Междунаро́дная конве́нция об охра́не прав исполни́телей, изготови́телей фоногра́мм и веща́тельных организа́ций (англ. International Convention for the Protection of Performers, Producers of Phonograms and Broadcasting Organizations) — межгосударственная конвенция (Рим, 26.10.1961), с подписанием которой был установлен ряд соглашений с целью защиты прав исполнителей, производителей (изготовителей) фонограмм и вещательных организаций (правообладателей в сфере смежных прав).
В настоящее время администрируется Всемирной организацией интеллектуальной собственности.
По состоянию на 2022 год участниками конвенции являются 96 государств.

## Применение Римской конвенции в России
Россия присоединилась к Римской конвенции с 26 мая 2003 года в соответствии с Постановлением Правительства РФ от 20 декабря 2002 года № 908. В сентябре 2014 года российский Суд по интеллектуальным правам, рассмотрев дело «ВОИС» против «Метро Кэш энд Керри», определил, что Римская конвенция не имеет обратной силы: зарубежные записи, записанные до 26 мая 2003 года, не имеют защиты в Российской Федерации и их можно воспроизводить в публичных местах без отчислений исполнителям и музыкальным концернам. Однако решение суда не касается отчислений авторам произведений, которые по-прежнему нужно выплачивать.

Решение объяснили тем, что Россия присоединилась к Международной конвенции по охране прав исполнителей, изготовителей фонограмм и вещательных организаций (Римская конвенция) 26 мая 2003 года, поэтому зарубежные записи, сделанные до этой даты, не подпадают под её действие и защиты в России не имеют.— Омбудсмен по интеллектуальной собственности Анатолий Семенов